# 珍珠街

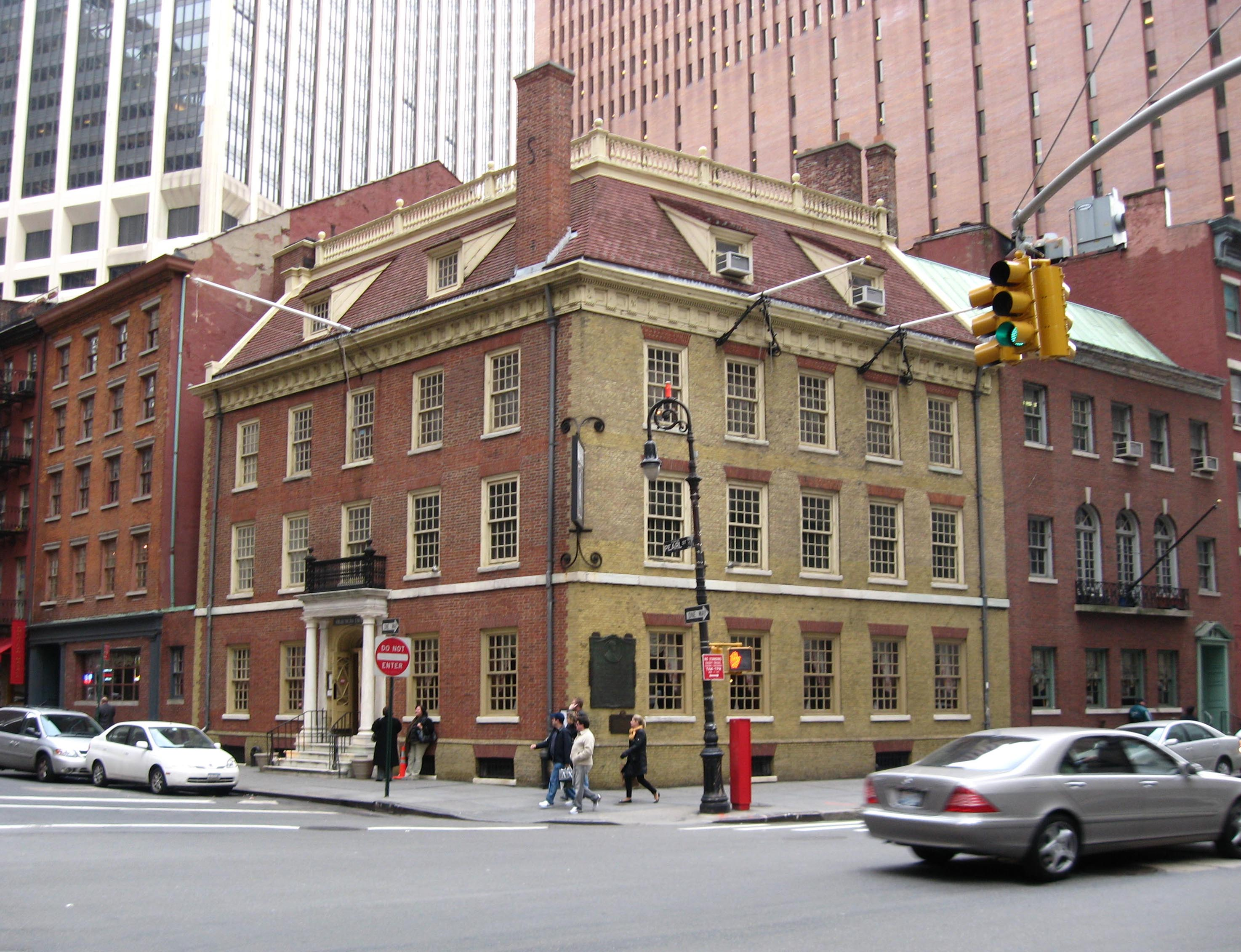
珍珠街和百老街路口的弗朗薩斯客棧

珍珠街 （Pearl Street）是紐約市曼哈頓下曼哈頓地區的一條街道，南端起於砲台公園，北端至中央街。珍珠街本來是曼哈頓島的東海岸線，但經過多次填海之後完全成為陸地。街名由來於殖民地時期這裡曾是蛤蜊的生產地。最早的紐約市政廳大樓位於珍珠街73號。

## 外部連結
- Pearl Street: A New York Songline （页面存档备份，存于）
- NYPL Digital Gallery. Pearl St. （页面存档备份，存于） items, various dates.

40°42′33″N 74°00′07″W / 40.7092°N 74.0019°W